# Salcombe
Salcombe est une petite ville côtière du Devon dans le Sud-Ouest de l'Angleterre. Port de pêche depuis le Moyen Âge, la localité a développé au XIXe siècle une activité marchande non négligeable, puis est progressivement devenue une station balnéaire et un port de plaisance. Elle est depuis la fin du XXe siècle un des lieux de villégiature les plus hautement cotés du Royaume-Uni.

## Situation
La ville se trouve sur la rive ouest, la plus escarpée, de l'estuaire de Kingsbridge, peu avant son débouché dans la Manche. L'estuaire marque à cet endroit un léger étranglement, large d'environ 200 m. Salcombe est bordée au nord par le Batson Creek, une des ramifications de l'estuaire, et est adossée à de pittoresques collines qui s'élèvent jusqu'à devenir des falaises plus en aval. 
L'estuaire de Kingsbridge forme à la hauteur de Salcombe et plus en amont une rade naturelle bien protégée des vents dominants d'ouest, ce qui en a fait un haut-lieu britannique de la plaisance, les seules difficultés étant les courants qui au plus fort de la mi-marée peuvent atteindre 3 nœuds, et la présence à l'embouchure d'un banc de sable qui, par coup de vent de secteur sud, donne naissance à une dangereuse barre et peut rendre pratiquement infranchissable l'entrée de la passe lorsque de telles conditions météorologiques coïncident avec une basse mer de fort coefficient.
Si la rive encaissée sur laquelle se trouve Salcombe a dicté sa vocation portuaire, la ville elle-même ne comporte pas de plages. Celles-ci se trouvent de l'autre côté de l'estuaire, dans la localité de East Portlemouth, accessible par de petits traversiers n'admettant que des passagers.
Toutes choses égales par ailleurs, la situation de Salcombe, avec son estuaire tourné plein sud et son climat décrit comme quasi-méditerranéen (on y trouve des plantes tropicales poussant en pleine terre) est assez similaire à celle de Bénodet en Bretagne, si ce n'est que Salcombe est entourée de reliefs bien plus accusés. Son site forme le cœur de l'Area of Outstanding Natural Beauty du Sud-Devon.

## Histoire
La plus ancienne mention de Salcombe apparaît dans un document de 1224, et désigne alors un simple lieu-dit à la limite de deux paroisses nommées Batson et West Portlemouth. La pêche s'est développée plus tard. On compte à Salcombe 10 sennes en 1566, on y recense 56 marins en 1570, et Salcombe est le port d'attache de 5 navires en 1570.
Durant la Guerre civile anglaise de 1642-1651, la localité se range du côté des Cavaliers (royalistes). Le château de Salcombe, fortification élevée (probablement sous Henri VIII) pour défendre l'entrée de l'estuaire et renommée Fort Charles en l'honneur du roi Charles Ier, soutient un siège de près de quatre mois en 1646 contre les partisans de Cromwell et du Parlement, et sera la dernière place forte royaliste à se rendre. 
Au cours du XIXe siècle, Salcombe émerge comme un important port spécialisé dans le commerce de produits tropicaux. Ses navires sont en relation avec les pays méditerranéens et les Antilles, importent en Grande-Bretagne oranges et citrons des Açores, ananas des Bahamas, sucre de canne, rhum, noix de coco, ainsi que des bois exotiques (ébène, acajou). Cette activité, complétée par du cabotage le long des côtes anglaises et galloises, suscite l'apparition de chantiers navals et d'industries associées (voilerie, corderie, travail du bois). Plus de 200 navires auraient été lancés de 1796 à 1887 à Salcombe.
Mais à partir de 1870 ce secteur entre en déclin avec l'apparition de navires à vapeur toujours plus gros. En 1914, il ne restait plus dans l'estuaire que trois ou quatre voiliers marchands appartenant à des armateurs locaux. Entre-temps, la navigation de plaisance avait pris le relais dans l'animation de la ville.
Cette orientation touristique s'affirme dans l'entre-deux-guerres et triomphe dans le seconde moitié du XXe siècle. De la vie maritime d'antan ne demeurent que des pêcheries (coquilles Saint-Jacques, crustacés) ainsi que l'ostréiculture.
Un câble télégraphique sous-marin relie à partir de 1869 Salcombe et Brignogan (France) ; il est la propriété de l' Anglo-American Telegraph Company. Il fut remplacé en 1900 par un câble reliant Le Havre à Beachy Head.

## Jumelage
La ville de Salcombe est jumelée avec :
- Cabourg  (France) depuis 1969.

## Personnalités liées
- Douglas Leach (1898-1987), écrivain britannique, auteur de roman de guerre et de roman policier, y est mort.